# NGC 3895
NGC 3895 est une galaxie spirale barrée située dans la constellation de la Grande Ourse. NGC 3895 a été découverte par l'astronome germano-britannique William Herschel en 1790.

## Caractéristiques
Sa vitesse par rapport au fond diffus cosmologique est de 3 357 ± 10 km/s, ce qui correspond à une distance de Hubble de 49,5 ± 3,5 Mpc (∼161 millions d'al).
La classe de luminosité de NGC 3895 est I. Selon la base de données Simbad, NGC 3895 est une galaxie LINER, c'est-à-dire une galaxie dont le noyau présente un spectre d'émission caractérisé par de larges raies d'atomes faiblement ionisés.

## Groupe de NGC 3963
La galaxie NGC 3895 fait partie d'un groupe de galaxies qui compte au moins huit membres, le groupe de NGC 3963. Sept galaxies de ce groupe sont indiquées dans un article publié par A.M. Garcia en 1993, soit NGC 3770, NGC 3809, NGC 3894, NGC 3895, NGC 3958, NGC 3963 et UGC 6732.
Abraham Mahtessian mentionne aussi ce groupe dans un article publié en 1998 en y ajoutant la galaxie NGC 3835A désignée comme 1144+6034 pour CGCG 1144,6+6034. Dans cet article, UGC 6732 est désigné comme 1142+5915 pour CGCG 1142,8+5915.
NGC 3894 et NGC 3895 sont à peu près à la même distance de la Voie lactée, soit respectivement à 49,8 Mpc et 49,5 Mpc. Comme elles sont côte à côte sur la sphère céleste, elles forment une paire de galaxie.. Cependant, l'image obtenue des données de l'étude SDSS ne montre pas de signes évidents de déformation indiquant des galaxies en interaction gravitationnelle.